# Âge sombre
Pour les articles homonymes, voir Âge sombre (homonymie).
L'expression « Âge sombre », « Âges obscurs » ou « Siècles obscurs » est employée par l'historiographie, en particulier dans le monde anglophone au travers de l'expression anglaise Dark Ages pour désigner toute période pour laquelle les sources archéologiques ou historiques sont rares ou manquantes, avec une connotation funeste ou négative de l'histoire d'un peuple ou d'un pays. Cette connotation ainsi que l'expression elle-même sont très critiquées, de même que le concept opposé d'« Âge d'or ».

## Antiquité méditerranéenne
Pour la Grèce, l'expression « Siècles obscurs » désigne la période approximativement du XIIe au VIIIe siècle av. J.-C., suivant la civilisation mycénienne et précédant l'Époque archaïque de la Grèce antique. Elle est parfois étendue à l'ensemble de la période de crise de l'effondrement de l'âge du bronze marquée par la chute de la plupart des États de la Grèce mycénienne, d'Anatolie et du Proche-Orient. Cette rupture est expliquée par une combinaison de facteurs de changement climatique, des bouleversements sociaux et de rupture des circuits commerciaux.

## Moyen Âge occidental
L'« Âge sombre » est un terme populaire employé pour décrire la période du Moyen Âge. Cette notion trouve son origine dans les sonnets de Pétrarque (1304-1374) mais elle était déjà employée par saint Bonaventure au XIIIe siècle. Depuis que ces deux auteurs ont employé le terme « Medium tempus » dans leur tripartition du temps pour souligner une rupture entre le passé ancien (l'Antiquité) et le passé récent (qualifié par la suite de Renaissance), ses connotations péjoratives se sont répandues dans le public, et sont entrées dans l'historiographie à travers l'humanisme italien .
Le Moyen Âge a souvent été présenté par les historiens du XIXe siècle, notamment Jules Michelet, comme un âge sombre de l'Europe depuis son commencement jusqu'à l'avènement de ce qu'il était convenu d'appeler la Renaissance au XVIe siècle.
L'historien américain Charles H. Haskins provoqua une grande polémique lorsqu'il publia en 1927 son ouvrage le plus connu, The Renaissance of the Twelfth Century, identifiant une Renaissance du XIIe siècle. Cette vision négative et sans nuances est aujourd'hui remise en cause par tous les médiévistes.
L'Antiquité tardive est fréquemment présentée comme un « âge sombre », particulièrement entre les années 550 et 750, au moment où la civilisation antique passe pour avoir été détruite par les Grandes invasions. L'adoption en 380 du christianisme comme religion d'État de l'Empire romain a été un motif de filtrage, voire de mise à l'index d'un certain nombre d'écrits des penseurs de l'Antiquité dont les textes furent jugés incompatibles avec la nouvelle doctrine. D'autre part, il y eut effectivement des pertes de certains manuscrits antiques par grattage, par des copistes dans les monastères (voir scriptorium) parce qu'ils avaient besoin de parchemins « neufs », très difficiles à se procurer à l'époque, et parce qu'ils ne trouvaient plus d'utilité aux textes anciens ainsi effacés (voir Pertes de livres pendant l'Antiquité tardive).
Cette vision péjorative occulte des renaissances locales comme la période mauricienne de l'Empire romain d'Orient et de ses exarchats de Ravenne et de Carthage, ou encore la période isidorienne dans l'Espagne wisigothique et la prospérité northumbrienne en Grande-Bretagne, pour ne retenir que la renaissance carolingienne. Mais celle-ci est suivie par un nouvel « âge sombre » dû aux invasions vikings, sarrasines et hongroises, entre 820 et 920 environ, qui aboutit à la dissolution de l'empire carolingien et à la désorganisation des monastères.
Cet « âge sombre » traduit surtout la vision des chroniqueurs catholiques, seuls détenteurs de l'écrit en leur temps et pour lesquels l'Empire romain d'Orient, l'Espagne wisigothique, byzantine puis musulmane, ou encore les marges encore semi-païennes de l'Europe du Nord ne font plus ou pas encore partie de la « civilisation européenne ».[réf. nécessaire]
L'historiographie des années 1990, notamment Dominique Barthélémy a remis en cause cette vision : l'effectivité des destructions vikings hors des abbayes, l'idée d'une disparition de la notion de Res Publica et de la mémoire des auteurs antiques dans l'empire byzantin ou lors de l'éclatement de l'empire carolingien, sont à nuancer.  
Après la renaissance ottonienne (920–1050) et la renaissance du XIIe siècle, le XIVe siècle apporte encore son lot de malheurs entre 1340 et 1450 avec la grande peste et la guerre de Cent Ans.
La médiéviste Régine Pernoud en particulier s'est attaquée à ce mythe tenace. Pierre Riché s'est attaqué plus particulièrement au mythe des Terreurs de l'an mille. En résumé, le renouveau de l'historiographie médiévale depuis le XXe siècle remet en cause la vision d'un âge sombre global pour le Moyen Âge généralement présentée par l'historiographie du XIXe siècle.
L'image du Moyen Âge comme « âge sombre », bien que démentie par la recherche historique, reste vivace dans le langage courant avec des connotations négatives d'obscurantisme, injustice brutale, féodalisme et chasse aux sorcières.

## Haut Moyen Âge oriental
Pour l'Europe centrale et du sud-est l'expression « dark ages/âge sombre » désigne l'Antiquité tardive et le haut-Moyen Âge, à cause de la pénurie de sources écrites du IIIe siècle au XIIIe siècle, mais les historiens locaux préfèrent nommer ces périodes « âge pastoral » en référence à la principale occupation (et moyen de subsistance) des habitants thraces puis slaves en voie de christianisation durant les grandes invasions et pendant l'installation des Avars, des proto-Bulgares puis des Magyars dans le bassin du moyen-Danube et les Balkans, jusqu'à la stabilisation au XIIIe siècle des principaux états de ces régions (royaume de Hongrie, principautés danubiennes, tsarats serbes et bulgares, empire ottoman), qui commencent à produire les documents nécessaires aux historiens pour retracer leur évolution en détail.
En raison des instrumentations nationalistes des temps modernes, l'« âge sombre » de l'Europe orientale et du Sud-Est donne lieu à des récits historiques antagonistes, incompatibles, et à des biais historiographiques où chaque nation moderne se « rétroprojette » dans le passé en niant le multiculturalisme et le pluri-ethnisme des royaumes médiévaux comme l'Empire byzantin, la Hongrie médiévale, les principautés danubiennes, la Dobrogée ou le royaume bulgaro-valaque.
Cela crée des paradoxes : ainsi, comme ni les historiens serbes ou bulgares, ni les historiens hongrois, n'admettent qu'en arrivant dans la région les premiers Slaves méridionaux, les premiers Proto-Bulgares et les premiers Magyars ont pu y trouver des populations de langues romanes orientales, les locuteurs de celles-ci sont censés avoir tout simplement disparu pendant un millénaire, du IIIe siècle au XIIIe siècle.
Les historiens en question admettent que durant ces dix siècles, les peuples germaniques, les Avars, les Alains, les Slaves, les Proto-Bulgares, les Magyars, les Pétchénègues et les Coumans ont tous pu franchir les Carpates, le Danube et les Balkans, mais pas les locuteurs des langues romanes orientales (dits Valaques), au mépris des chroniques byzantines et des travaux des linguistes qui soulignent que le pastoralisme transhumant était la principale occupation de ces populations de langue romane.

## Europe médiévale et moderne

### Grande-Bretagne
L'expression désigne la période où l'île de Bretagne fut laissée sans souverain central, à compter du départ des Romains. C'était l'époque du doute et de la perte progressive de l'unité des Celtes britanniques, celle des incursions des violentes tribus du nord, les Pictes et les Scots, que les murs romains d'Hadrien et d'Antonin ne retenaient plus ; enfin, celle de l'arrivée successive des Angles, Saxons sur les terres de l'Est (voir heptarchie), ainsi que des Vikings à York.
Dans le monde anglo-saxon, cette définition prévaut ainsi (Dark Age), et est à l'origine de deux lignes de légendes :
- la matière de Bretagne, d'origine celtique, fondée sur Historia regum Britanniae, qui fait d'Arthur l'héritier de Vortigern et de Brutus, aïeul mythique des celtes britanniques ;
- la légende anglo-saxonne, basée sur Historia ecclesiastica gentis Anglorum de Bède le Vénérable.

### Péninsule ibérique
Les chroniques mozarabes traduisent la vision pessimiste des clercs chrétiens sous la domination du califat de Cordoue (756-1031). Du point de vue des musulmans d'Al-Andalus, c'est la chute de ce califat en 1031 qui ouvre une période de morcellement et de confusion, la  période des taïfas.

### Tchéquie
Les Tchèques appellent « âge sombre » la période qui va de 1620 environ à la fin du XVIIIe siècle, marquée par les dévastations de la guerre de Trente Ans et de l'invasion turque, la persécution des protestants, les famines et les épidémies.

### Dans la peinture
Pour la France, l'expression désigne une vision, aujourd'hui reconnue comme erronée, des amateurs d'art du XIXe siècle qui observèrent les peintures de la Renaissance des XIVe et XVe siècles dans l'état où elles se trouvaient à leur époque, sans les techniques de restauration disponibles aujourd'hui. 
Au bout de quatre siècles dans les salles principales des palais et châteaux des collectionneurs, ces peintures comportaient des couleurs passées, les ciels étaient noirs bien que remplis d'angelots et leur sujet empreint de thèmes religieux liés à la crise des schismes qui questionna le monde occidental chrétien.
Ces éléments donnèrent l'idée à ceux qui redécouvraient les peintures de la Renaissance que l'époque de leur création au sortir du bas Moyen Âge, qui avait connu l'an mille, était parcourue de pessimisme transparaissant dans les peintures qu'ils contemplaient.
Depuis, la lumière fut faite sur l'époque et sur lesdites peintures ; elle trouva donc le nom plus évocateur de Renaissance aux yeux des historiographes.

## Asie

### Inde
Dans l'hindouisme, toute la période historique est considérée comme appartenant à un « âge noir » (Kali Yuga) caractérisé par la ruine des valeurs morales : sa durée est estimée à 432 000 ans.

### Cambodge
- 1450-1863

## Dans la fiction
La notion d'Âge sombre est utilisée dans plusieurs œuvres de science-fiction, notamment dans le Cycle de Fondation d'Isaac Asimov publié de 1942 à 1993. Dans ce cycle qui s'étend sur plusieurs millénaires, la chute du premier Empire galactique est suivie par un  « Âge sombre » : une élite de scientifiques, la Fondation, s'efforce de préserver et développer le savoir pour préparer l'avènement d'un nouvel Empire.